# Abramová
Abramová (Hongaars: Turócábrahámfalva) is een Slowaakse gemeente in de regio Žilina, en maakt deel uit van het district Turčianske Teplice.
Abramová telt 177 inwoners.